# Geotrogus prophettii
Geotrogus prophettii är en skalbaggsart som beskrevs av Leon Fairmaire 1860. Geotrogus prophettii ingår i släktet Geotrogus och familjen Melolonthidae. Inga underarter finns listade i Catalogue of Life.